# Tantric
Tantric é uma banda pós-grunge do Louisville, Kentucky. O grupo lançou quatro álbuns de estúdio desde 2001, embora seus dois últimos álbuns possuam apenas o vocalista angolano Hugo Ferreira como remanescente da formação original. Gravavam para a Maverick Records (incluindo o bem-sucedido disco de estreia), mas atualmente possuem contrato com a gravadora Silent Majority Group.

## História
A banda foi formada em 1999 por três ex-membros da Days of the New, Jesse Vest, Todd Whitener, e Matt Taul, com a adição do vocalista Hugo Ferreira. Começando com o nome de C-14, um nome curto para carbono-14 radiocarbono, eles preferiram mudar para Tantric e assinaram contrato com a Maverick Records no mesmo ano. Tantric gravou seu auto-intitulado de estréia com o produtor Toby Wright em 2000. Lançado em fevereiro de 2001, o disco estreou em # 193 na Billboard 200. Tantric, o disco homônimo da banda foi platina, em grande parte devido a força do single "Breakdown" e extensa turnê da banda acompanhada de Kid Rock e Creed. Também se saíram muito bem com os singles seguintes, "Astounded" e uma versão remixada de "Mourning".
O segundo álbum da banda,After We Go, novamente produzido por Wright, foi lançado em fevereiro de 2004, precedido pelo single "Hey Now". Descrito como tendo sons mais pesados que o seu primeiro disco,After We Goestreou em # 56 na Billboard 200. Infelizmente, o álbum não repetiu o sucesso do álbum de estreia, em parte devido à má recepção dos singles seguintes (a faixa título "After We Go", e o cover de Fleetwood Mac 's "The Chain"). No entanto, Tantric perseverou, excursionando com 3 Doors Down e Shinedown em 2004.
Em 2005, o baixista Jesse Vest deixou o grupo, alegando que pretendia passar mais tempo com sua família. Ele foi substituído por Bruce LaFrance, através de amigo em comum e de turnês da banda, Kevin McCreery. Com Elliott Blakey de produtor, Tantric trabalhou no seguimentoAfter We Go, provisoriamente intituladoTantric III, e programado para uma liberação de Maio de 2006. A banda terminou mais de uma dúzia de canções para o álbum, como "People", "Worth Waiting For", "Stay With You", "bloqueada", e o desempenho Whitener cantando chumbo, "julho".
Complicações surgiram em março de 2006, quando se separou do Tantra Maverick Records, que por sua vez estava desmoronando. Em 2007, Matt Taul foi preso em encargos relacionados com droga, que seria adiar mais uma chance a banda tinha a obtenção de um novo rótulo. Finalmente, em 8 de maio de 2007, o lançamento de três músicas de Tantric IIIna banda MySpace foi em grande parte ofuscada pelo anúncio de despedida Todd Whitener no site da banda, que citou uma sensação de estagnação, causando-lhe a crescer cansado de luta da banda de sucesso. Ferreira disse mais tarde em entrevistas que Whitener, bem como outros membros da banda havia crescido agonizingly frustrado com as complicações da banda gravadora. Taul foi preso no mês mais tarde, mas já foi liberada. Bruce Bickford foi substituído.
Hugo Ferreira começou a procurar uma nova banda, recrutando antigos Combustível baterista Kevin Miller, Joe Pessia guitarrista (Dramagods) através do amigo comum Nuno Bettencourt, Erik Leonhardt (baixista), e Marcus Nadine Fiedler (violino elétrico) como novos membros da banda. Pouco tempo depois, anunciaram a sua Tantric lidar com a gravadora Silent Majority Group, empresa de gestão e os seus novos JHMP.
Porque Ferreira manteve-se o único membro original do Tantra, Tantra III foi arquivado por enquanto. Ferreira disse que a razão para isso, além das complicações label lógico, se ele não quiser produzir um álbum com o nome tântrico, que foi parcialmente escrito por Whitener e Taul. No entanto, em entrevistas recentes, comenta Ferreira's têm aumentado muito a probabilidade de liberação Tântrica III. Ele afirmou que, embora ele não pretende liberá-lo em grande estilo, ele gostaria de divulgar isso para os fãs como um potencial de Natal, dom para 2008 o seu apoio. Com o arquivamento indefinido de "T3", Ferreira e seus companheiros novas gravadas 10 músicas inéditas, além de uma versão totalmente remodelada do "The One", com Kevin Martin de Candlebox e, finalmente, lançou o terceiro álbum da banda, The End Begins, em 22 de abril de 2008.
Em 9 de março de 2009, Tantric anunciou através de MySpace que o seu novo álbum será intituladoMind Control e que a banda estava em processo de gravação do álbum. Produzido por Brett Hestla (Creed), eles anunciaram uma data de lançamento do 4 de agosto, e foi lançado nas lojas, assim como todos os varejistas digitais.

## Discografia
- Tantric (2001)
- After We Go (2004)
- The End Begins (2008)
- Mind Control (2009)
- 37 Channels (2013)
- Blue Room Archives (2014)
- Mercury Retrograde (2018)